# U-Bahnhof Eppendorfer Baum

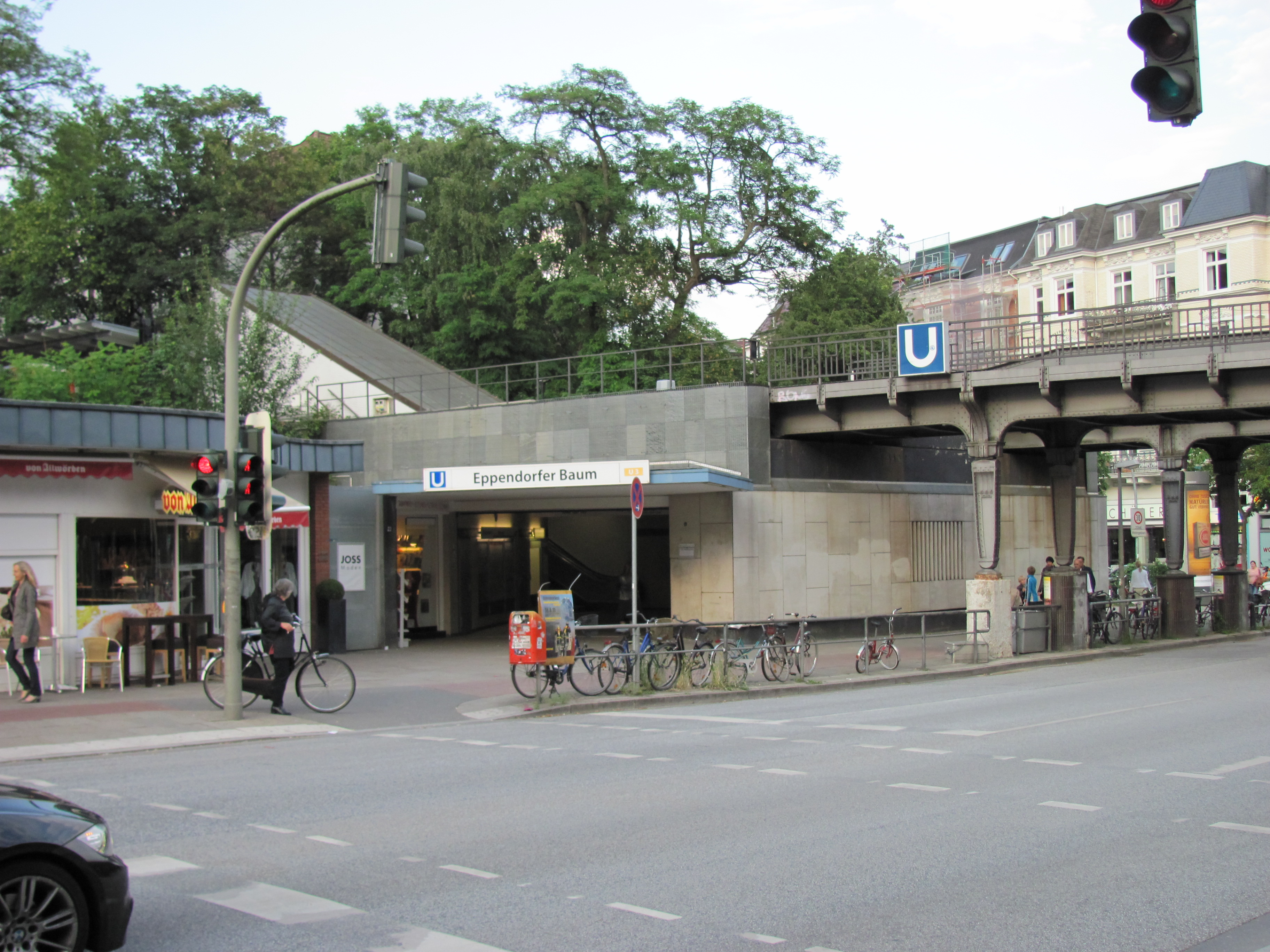
Eingangsbereich vor dem Umbau 2014 mit der „dreieckigen“ Einhausung des Treppenaufgangs

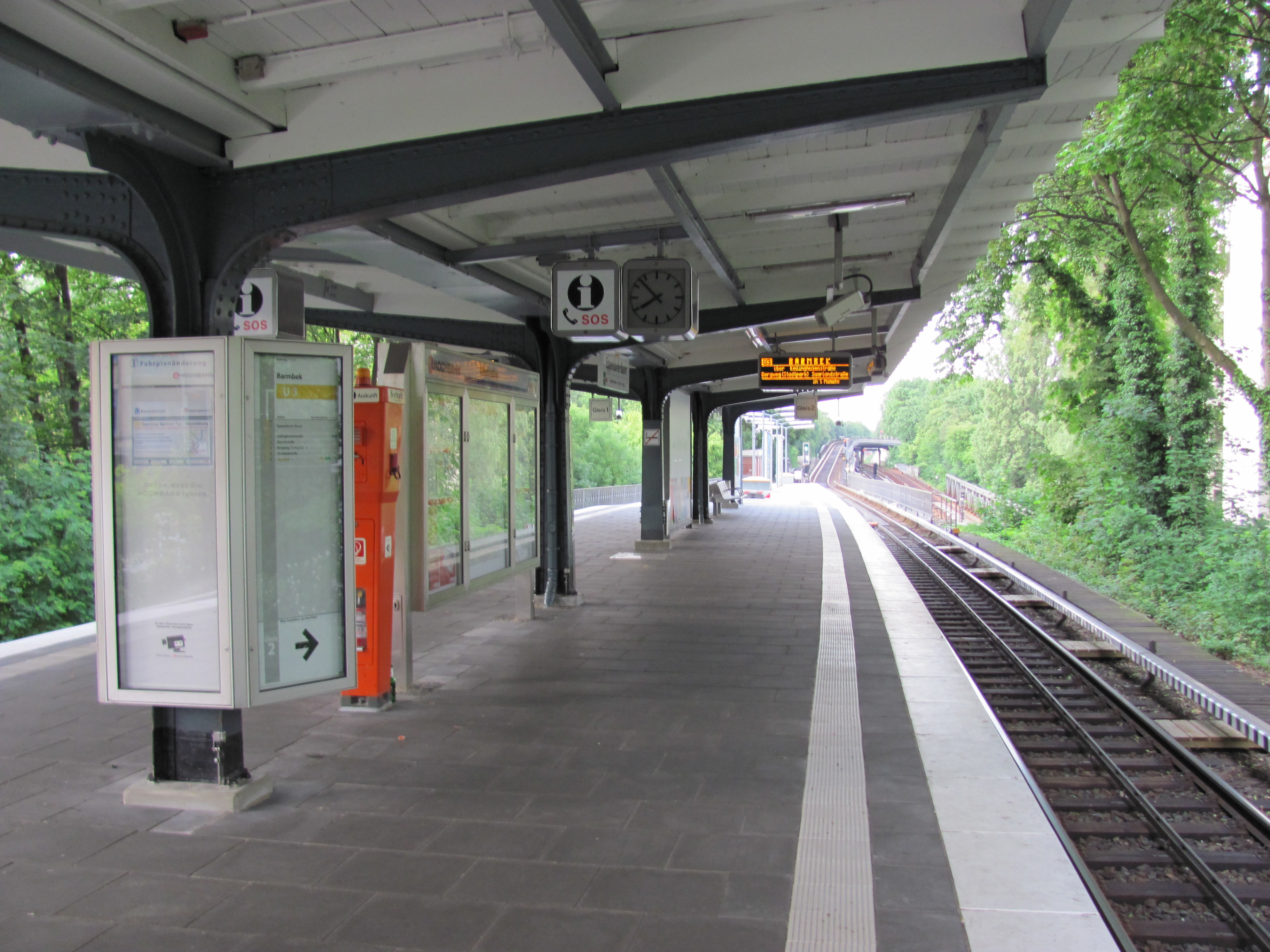
Bahnsteig, im Hintergrund das Überwerfungsbauwerk über die U1

Der U-Bahnhof Eppendorfer Baum ist eine Haltestelle der Hamburger U-Bahn-Linie U3 an der gleichnamigen Straße im Stadtteil Harvestehude. Der Bahnhof liegt östlich der Eppendorfer Brücke, die Harvestehude mit den Stadtteilen Eppendorf und Hoheluft-Ost verbindet. Das Kürzel der Station bei der Betreiber-Gesellschaft Hamburger Hochbahn lautet „EP“.

## Geschichte
Der U-Bahnhof entstand 1908 bis 1910 und wurde zusammen mit fünf anderen Stationen auf dem dritten Streckenabschnitt (Kellinghusenstraße bis Millerntor, heute St. Pauli) der Ringlinie am 25. Mai 1912 eröffnet. Die umgebende Bebauung entstand etwa gleichzeitig. Der Bahnhof ist nach der gleichnamigen Straße benannt, die wiederum an einen früheren Schlagbaum erinnert, der bis weit ins 19. Jahrhundert hinein an der Eppendorfer Landstraße bestand und als Mautstation diente.
Der Zugangsbereich wurde von 1965 bis 1967 erneuert, eine aufwärtsführende Rolltreppe eingebaut und der Eingang vom alten Standort am Widerlager der Brücke über den Eppendorfer Baum seitlich zur Nordwestseite hin verschwenkt. Hier wurde auch ein Pavillon für einen Restaurationsbetrieb errichtet.

Zur Erreichung der Behindertenfreundlichkeit wurde der Eingangsbereich mit dem Treppenaufgang 2014 wiederum erneuert. Der modern gestaltete Aufbau aus den 1960er Jahren wurde auf Bahnsteighöhe abgebaut und durch ein schmales gläsernes Geländer ersetzt, um den Zugang zum neu eingesetzten Aufzug am Südwestende des verlängerten Bahnsteigs zu ermöglichen. Bis hierhin wurde auch das Bahnsteigdach verlängert.

## Anlage
Der Mittelbahnsteig des Bahnhofs auf der +1-Ebene reicht seit seiner Verlängerung 1926–1929 am Nordende bis über den Isebekkanal. Die Bahnbrücke ist als Kulturdenkmal in der Denkmalliste der Hamburger Kulturbehörde verzeichnet.
Es gibt nur einen Ausgang, der zur südwestlich gelegenen, namensgebenden Straße Eppendorfer Baum führt. Seit April 2014 ist die Anlage barrierefrei zugänglich.
Im überdachten Bereich der Anlage sind auf Straßenebene ein Imbiss und ein Kiosk untergebracht, im Außenbereich außerdem ein Bekleidungsgeschäft, eine Crêperie, ein Restaurant und eine Filiale der Großbäckerei Von Allwörden.
Südlich des Bahnsteigs liegt die Tunnelöffnung der KellJung-Linie (U1) Richtung Jungfernstieg, nordöstlich des Bahnsteigs befindet sich das Überwerfungsbauwerk des Ringbahngleises Richtung Kellinghusenstraße–Barmbek über die Gleise dieser U1-Strecke, damit in der Station Kellinghusenstraße ein bahnsteiggleiches Umsteigen zwischen den Linien U1 und U3 möglich ist. Zur Haltestelle Kellinghusenstraße sind es 620 Meter, zur Haltestelle Hoheluftbrücke 955 Meter.

## Anbindung
Der U-Bahnhof Eppendorfer Baum wird tagsüber im 5-Minuten-Takt bedient, in der Schwachverkehrszeit im 10-Minuten-Takt und im durchgehenden Nachtverkehr vor Samstagen sowie Sonn- und Feiertagen im 20-Minuten-Takt. Es gibt Übergangsmöglichkeiten zur Stadtbuslinie 114 und der Nachtbuslinie 605 Richtung Eppendorf – Groß Borstel bzw. Bf. Dammtor. 2019 hatte der U-Bahnhof täglich (mo–fr) 8819 Ein- und Aussteiger.
| Linie | Verlauf |
| ----- | --- |
| U 3   | Barmbek – Saarlandstraße – Borgweg (Stadtpark) – Sierichstraße – Kellinghusenstraße – Eppendorfer Baum – Hoheluftbrücke – Schlump – Sternschanze – Feldstraße (Heiligengeistfeld) – St. Pauli – Landungsbrücken – Baumwall (Elbphilharmonie) – Rödingsmarkt – Rathaus – Mönckebergstraße – Hauptbahnhof Süd – Berliner Tor – Lübecker Straße – Uhlandstraße – Mundsburg – Hamburger Straße – Dehnhaide – Barmbek – (in Planung Fuhlsbüttler Straße –) Habichtstraße – Wandsbek-Gartenstadt |